# Ulf Grönholm
Ulf Grönholm' (8. siječnja 1943. – 26. veljače 1981.) bio je finski reli vozač. Nastupio je na četiri reli utrke svjetskog prvenstava u reliju te ukupno osvojio 10 bodova. Poginuo je u nesreći tijekom ilegalnog treninga za utrku "Hankiralli" u gradiću Kirkkonummi u Finskoj, usred noći. Vozio je za Opel, Datsun, Fiat. Bio je otac svjetskog prvaka u reliju Marcusa Grönholma. 